# The Imp of the Perverse
The Imp of the Perverse (em português: O Demônio da Perversidade) é um conto que começa com um ensaio escrito pelo autor americano do século 19, Edgar Allan Poe. Ele discute impulsos autodestrutivos do narrador, incorporados como o Demônio da Perversidade. O narrador descreve esse espírito como o agente que tenta a pessoa a fazer as coisas "simplesmente porque sentimos que não devemos."
O trabalho teoriza que todas as pessoas têm tendências autodestrutivas, incluindo o narrador, e que esta "perversidade" é também a tentativa do narrador para evitar a responsabilidade moral por suas ações. Confissão final do narrador como um assassino não é inspirada por qualquer sentimento de culpa, mas, em vez disso, de um desejo de divulgar suas ações, apesar de saber que ele não deveria.
A teoria do Demônio da Perversidade de Poe também pode ser uma noção inicial do subconsciente e da repressão que não seria totalmente teorizado até Sigmund Freud.
O Demónio da Perversidade foi publicado pela primeira vez em julho de 1845 na revista Graham.